# Glypta flavopicta
Glypta flavopicta är en stekelart som beskrevs av Dasch 1988. Glypta flavopicta ingår i släktet Glypta och familjen brokparasitsteklar. Inga underarter finns listade i Catalogue of Life.